# Tereiken
Tereiken (voorheen aangeduid als Tereycken of Tereyken) is een gehucht van Hoepertingen, een deelgemeente van de Belgische gemeente Borgloon.
Het gehucht bevindt zich in het uiterste noordwesten van de gemeente Borgloon nabij de gemeentegrens met Sint-Truiden en Wellen. Doordat de gemeentegrens deels wordt gevormd door de Tereykenstraat en de Daalstraat, ligt een deel van de recente bebouwing op het grondgebied van de gemeentes Sint-Truiden en Wellen.
Tereiken is gelegen in Vochtig-Haspengouw waardoor het reliëf minder uitgesproken is dan in de zuidelijke gedeeltes van Hoepertingen die in Droog-Haspengouw liggen. De vruchtbare gronden rondom het gehucht zijn uitermate geschikt voor fruitteelt. De hoogte in dit gebied varieert tussen de 62 en 70 meter.
In Tereiken bevindt zich de Jongmanskapel. De huidige kapel dateert uit het laatste kwart van de negentiende eeuw. Het gebouw is opgetrokken in baksteen en wordt bedekt door een zadeldak. Daarnaast staan er in het gehucht enkele Haspengouwse vierkantshoeves.